# Pseudotomentella flavovirens
Pseudotomentella flavovirens är en svampart som först beskrevs av Höhn. & Litsch., och fick sitt nu gällande namn av Svrcek 1958. Pseudotomentella flavovirens ingår i släktet Pseudotomentella och familjen Thelephoraceae.  Arten är reproducerande i Sverige. Inga underarter finns listade i Catalogue of Life.